# 那巴蘭加普縣
那巴蘭加普縣是印度的一個縣，位於該國東部，由奧里薩邦負責管轄，面積5,294平方公里，海拔高度195米，每年平均降雨量1,691毫米，2001年人口1,018,171，人口密度每平方公里192人。

## 外部連結
- 官方网站
- Page on Odisha website
- Lok Sabha debate on bringing railway to area （页面存档备份，存于）